# Velika nagrada ZDA
Velika nagrada ZDA je dirka Formule 1, ki od leta 1959 s presledki potekala na več dirkališčih, na začetku kot del ameriške dirkaške serije, kasneje pa kot del prvenstva Formule 1.
V zgodnjih letih Formule 1 je dirka Indianapolis 500 štela za prvenstvo Formule 1, toda razen Alberto Ascari leta 1952, se je niso udeleževali dirkači iz Evrope. Dokler ni bila, sedem let kasneje, prirejena prava dirka Formule 1, ki je tudi privabila vse najboljše dirkače. Po Veliki nagradi ZDA 2007 dirke v ZDA ni bilo do sezone 2012, ko je prvič potekala na novozgrajenem dirkališču Circuit of the Americas.
Prizorišča:
- Sebring (Florida)
- Riverside (Kalifornija)
- Watkins Glen (New York)
- Long Beach (Velika nagrada zahodnih ZDA)
- Las Vegas (Velika nagrada Las Vegasa)
- Detroit (Velika nagrada vzhodnih ZDA)
- Dallas
- Phoenix
- Indianapolis
- Austin

## Zmagovalci Velike nagrade ZDA
Roza ozadje označuje dirke, ki niso štele za prvenstvo Formule 1.
Opomba: dirke v letih 1976-1980 so se uradno imenovale Velika nagrada vzhodnih ZDA; dirka leta 1984 se je uradno imenovala Velika nagrada Dallasa.
| Leto | Dirkač                   | Moštvo                     | Dirkališče    | Poročilo |
| ---- | ------------------------ | -------------------------- | ------------- | -------- |
| 2024 | Charles Leclerc          | Ferrari                    | Americas      | Poročilo |
| 2023 | Max Verstappen           | Red Bull Racing-Honda RBPT | Americas      | Poročilo |
| 2022 | Max Verstappen           | Red Bull-RBPT              | Americas      | Poročilo |
| 2021 | Max Verstappen           | Red Bull-Honda             | Americas      | Poročilo |
| 2019 | Valtteri Bottas          | Mercedes                   | Americas      | Poročilo |
| 2018 | Kimi Räikkönen           | Ferrari                    | Americas      | Poročilo |
| 2017 | Lewis Hamilton           | Mercedes                   | Americas      | Poročilo |
| 2016 | Lewis Hamilton           | Mercedes                   | Americas      | Poročilo |
| 2015 | Lewis Hamilton           | Mercedes                   | Americas      | Poročilo |
| 2014 | Lewis Hamilton           | Mercedes                   | Americas      | Poročilo |
| 2013 | Sebastian Vettel         | Red Bull–Renault           | Americas      | Poročilo |
| 2012 | Lewis Hamilton           | McLaren-Mercedes           | Americas      | Poročilo |
| 2007 | Lewis Hamilton           | McLaren-Mercedes           | Indianapolis  | Poročilo |
| 2006 | Michael Schumacher       | Ferrari                    | Indianapolis  | Poročilo |
| 2005 | Michael Schumacher       | Ferrari                    | Indianapolis  | Poročilo |
| 2004 | Michael Schumacher       | Ferrari                    | Indianapolis  | Poročilo |
| 2003 | Michael Schumacher       | Ferrari                    | Indianapolis  | Poročilo |
| 2002 | Rubens Barrichello       | Ferrari                    | Indianapolis  | Poročilo |
| 2001 | Mika Häkkinen            | McLaren-Mercedes           | Indianapolis  | Poročilo |
| 2000 | Michael Schumacher       | Ferrari                    | Indianapolis  | Poročilo |
| 1991 | Ayrton Senna             | McLaren-Honda              | Phoenix       | Poročilo |
| 1990 | Ayrton Senna             | McLaren-Honda              | Phoenix       | Poročilo |
| 1989 | Alain Prost              | McLaren-Honda              | Phoenix       | Poročilo |
| 1984 | Keke Rosberg             | Williams-Honda             | Dallas        | Poročilo |
| 1980 | Alan Jones               | Williams-Ford              | Watkins Glen  | Poročilo |
| 1979 | Gilles Villeneuve        | Ferrari                    | Watkins Glen  | Poročilo |
| 1978 | Carlos Reutemann         | Ferrari                    | Watkins Glen  | Poročilo |
| 1977 | James Hunt               | McLaren-Ford               | Watkins Glen  | Poročilo |
| 1976 | James Hunt               | McLaren-Ford               | Watkins Glen  | Poročilo |
| 1975 | Niki Lauda               | Ferrari                    | Watkins Glen  | Poročilo |
| 1974 | Carlos Reutemann         | Brabham-Ford               | Watkins Glen  | Poročilo |
| 1973 | Ronnie Peterson          | Lotus-Ford                 | Watkins Glen  | Poročilo |
| 1972 | Jackie Stewart           | Tyrrell-Ford               | Watkins Glen  | Poročilo |
| 1971 | François Cevert          | Tyrrell-Ford               | Watkins Glen  | Poročilo |
| 1970 | Emerson Fittipaldi       | Lotus-Ford                 | Watkins Glen  | Poročilo |
| 1969 | Jochen Rindt             | Lotus-Ford                 | Watkins Glen  | Poročilo |
| 1968 | Jackie Stewart           | Matra-Ford                 | Watkins Glen  | Poročilo |
| 1967 | Jim Clark                | Lotus-Ford                 | Watkins Glen  | Poročilo |
| 1966 | Jim Clark                | Lotus-BRM                  | Watkins Glen  | Poročilo |
| 1965 | Graham Hill              | BRM                        | Watkins Glen  | Poročilo |
| 1964 | Graham Hill              | BRM                        | Watkins Glen  | Poročilo |
| 1963 | Graham Hill              | BRM                        | Watkins Glen  | Poročilo |
| 1962 | Jim Clark                | Lotus-Climax               | Watkins Glen  | Poročilo |
| 1961 | Innes Ireland            | Lotus-Climax               | Watkins Glen  | Poročilo |
| 1960 | Stirling Moss            | Lotus-Climax               | Riverside     | Poročilo |
| 1959 | Bruce McLaren            | Cooper-Climax              | Sebring       | Poročilo |
| 1958 | Chuck Daigh              | Scarab-Chevrolet           | Riverside     | Poročilo |
| 1916 | Howdy Wilcox John Aitken | Peugeot                    | Santa Monica  | Poročilo |
| 1915 | Dario Resta              | Peugeot                    | San Francisco | Poročilo |
| 1914 | Eddie Pullen             | Mercer                     | Santa Monica  | Poročilo |
| 1912 | Caleb Bragg              | Fiat                       | Milwaukee     | Poročilo |
| 1911 | David Bruce-Brown        | Fiat                       | Savannah      | Poročilo |
| 1910 | David Bruce-Brown        | Benz                       | Savannah      | Poročilo |
| 1908 | Louis Wagner             | Fiat                       | Savannah      | Poročilo |